# Anuga insuffusa
Anuga insuffusa är en fjärilsart som beskrevs av W. Warren 1914. Anuga insuffusa ingår i släktet Anuga och familjen nattflyn. Inga underarter finns listade i Catalogue of Life.